# Округ Беркли (Јужна Каролина)
Округ Беркли (енгл. Berkeley County) је округ у америчкој савезној држави Јужна Каролина. По попису из 2010. године број становника је 177.843.

## Демографија
Према попису становништва из 2010. у округу је живело 177.843 становника, што је 35.192 (24,7%) становника више него 2000. године.
| Група             | 2000.          | 2010.           |
| Белци             | 95.314 (66,8%) | 113.553 (63,9%) |
| Афроамериканци    | 37.985 (26,6%) | 44.514 (25,0%)  |
| Азијати           | 2.671 (1,9%)   | 4.046 (2,3%)    |
| Хиспаноамериканци | 3.935 (2,8%)   | 10.755 (6,0%)   |
| Укупно            | 142.651        | 177.843         |